# کرنشا (پنسیلوانیا)
کرنشا (به انگلیسی: Crenshaw) یک منطقهٔ مسکونی در ایالات متحده آمریکا است که در شهرستان جفرسون، پنسیلوانیا واقع شده‌است. کرنشا ۴۶۸ نفر جمعیت دارد و ۴۵۱٫۱۱ متر بالاتر از سطح دریا واقع شده‌است.